# Getetjärnet, Bohuslän
Getetjärnet är en sjö i Tanums kommun i Bohuslän och ingår i Enningdalsälvens huvudavrinningsområde. Sjön är 5,1 meter djup, har en yta på 0,02 kvadratkilometer och är belägen 150 meter över havet.